# 金俊
金俊（韓語：김준，1985年2月3日—），本名金炯俊（김형준），曾為已解散韓國男子團「T-MAX」成員。2009年，在韓版《流星花園》中飾演F4之一的宋宇彬而走紅。2011年9月29日，進入忠南論山陸軍訓練基地接受為期5周的新兵訓練後，作為義務警察服役，2013年6月28日退伍。2015年與出道前交往9年的圈外人女性結婚，2018年誕下長女。

## 演藝經歷
2001年在Mnet節目《hotline school》的「美男特攻隊」展露頭角。演出2006年的MBC《PD手帳》花美男熱風篇，曾在ECI、 WOWOW等青少年時裝雜誌中擔任模特兒。
2007年藝堂娛樂旗下T3公司開發的舞蹈遊戲《勁舞團》推出了韓國新男性組合『T-MAX』的遊戲形象等。《勁舞團》將『T-MAX』的出道歌曲『Blooming』做為背景音樂，還公開了《勁舞團》遊戲形象模仿『T-MAX』的MTV的場景和『T-MAX』親介紹自己歌曲的視頻。 
T-MAX是以Triple,Trinity等有著完全的三名意思的單字的前字母T,和將呈現他們所有能力和才能的MAX的合成語表示『三名的完美組合和他們的支配力』所組合而成的團體. 能夠呈現R&B,Rock等多樣音樂類型的魅力歌聲申旼澈，有著獨特中性歌聲的朴允和，以及擁有出色低音饒舌的金亨俊三名所組成的T-MAX,是訓練了長達三年之後所誕生的團體。
2009年與T-MAX成員朴允和一起參演舞台劇《年青的行進》。T-MAX演唱2009年電視劇《花樣男子》OST《Paradise》獲得人氣，但未能長紅。而金俊透過演出該劇的F4成員宋佑彬一角而知名度大開並成功挑戰轉戰戲劇圈。
2009年至2010年參與綜藝節目《天下無敵棒球團》。2010年為日本電視台AVEX BEE TV 拍攝手機短劇《請把你的回憶留給我》。2011年再為KBS參演電視劇《重案組》。
2012年1月5日，T-MAX宣布正式解散。

## 演出作品

### 電視劇
- 2009年：KBS《流星花園》飾演 宋佑彬
- 2011年：KBS《重案組》飾演 申東振
- 2014年：SBS《無盡的愛》飾演 金泰京
- 2015年：MBC Drama《太陽的都市》飾演 姜太陽
- 2022年：ENA《什麼都不想做》飾演 裴俊

### 網路劇
- 2010年：日本電視台AVEX BEE TV《請把你的回憶留給我》

### 舞台劇
- 2009年：《年青的行進》飾演 花美男高中生/校長
- 2018年：《戾悼》飾演 申叔舟

### 電影
- 2014年：《魯邦三世》
- 2019年：《完美男人（朝鲜语：퍼펙트맨）》飾演 忠元

### MV
- 2009年：《F4 Special Edition》

## 音樂作品

### 單曲
- 2007年：T-Max《First Single-Blooming》
- 2007年：T-MAX《Lion Heart（Single）》

### 專輯
- 2009年：《Boys Over Flowers OST》KBS TV Drama
- 2009年：《Boys Over Flowers OST Part2》KBS TV Drama
- 2009年：《F4 Special Edition》
- 2009年7月8日：《Single Collection》
  1. 〈準備O.K〉金俊 Solo
  2. 〈為什麼這樣〉申明哲 Solo（feat. 金俊）
  3. 〈別流淚〉朴尹華 Solo

## 廣告代言
- 2009年：《三星SCH-W750手機》（與金汎、金賢重）
- 2009年：《三星haptic手機》（與金賢重、金汎、孫淡妃）
- 2009年：《LG通訊》
- 2009年：《休閑服裝品牌Omphalos》
- 2009年：《G-STAR RAW 牛仔褲》
- 2009年：韓國仁川旅遊宣傳大使

## 寫真集
- 2009年：《SOFF》

## 獎項
- 2007年：被提名《2007MKMF最佳男子新人組合》

## 外部連結
- 金俊官方網站 （页面存档备份，存于）
- T-MAX日本官方網站
- 金俊的X（前Twitter）
- 金俊的Facebook專頁
- 金俊的Instagram帳戶